# دن ایمرفال
دن ایمرفال (انگلیسی: Dan Immerfall؛ زادهٔ december ۱۴, ۱۹۵۵ (۶۹ سال)) اسکیت‌باز سرعت اهل ایالات متحده آمریکا است.